# Жансус, Пьер
Пьер Жансус (фр. Pierre Gensous; 25 июля 1925 года ― 2 декабря 2017 года) ― французский политик, деятель рабочего движения. Генеральный секретарь Международного профсоюза рабочих металлургической промышленности в 1964―1965 годах, генеральный секретарь Всемирной федерации профсоюзов в 1969―1978 годах.

## Биография
Родился в коммуне Мон-де-Марсане, департамент Ланды. Работал слесарем и вступил в профсоюз. В 1945 году также вступил во Французскую коммунистическую партию (ФКП).
В 1953 году Жансус был уволен за участие в забастовке и около года нигде не работал. В 1954 году победил на выборах генерального секретаря французской Федерации металлургов (Fédération des travailleurs de la métallurgie, FTM), входящую в состав Всеобщей конфедерации труда (Confédération Générale du Travail, CGT).
С 1959 по 1962 год Пьер Жансус был президентом Международного профсоюза рабочих металлургической промышленности, а затем в 1964 году стал его генеральным секретарем. В 1965 году он победил на выборах заместителя генерального секретаря Всемирной федерации профсоюзов (ВФП), а затем в 1969 году был избран её генеральным секретарём.
С 1970 года Жансус был вхож в ЦК ФКП. Когда у Всеобщей конфедерации труда возникли разногласия со Всемирной федерацией профсоюзов, он решил для себя, что в первую очередь он верен Всеобщей конфедерации труда. Он ушел из ВФП в 1978 году, став главой Центра международных исследований и сотрудничества, и оставался членом национального Исполнительного комитета ВФП вплоть до ухода в отставку в 1989 году.